# Jacaranda obovata
Jacaranda obovata es una especie de bignoniácea arbórea del género Jacaranda, familia Bignoniaceae.
Es nativa del norte y nordeste de Brasil.